# 索諾拉 (南馬托格羅索州)
17°34′37″S 54°45′28″W / 17.57694°S 54.75778°W

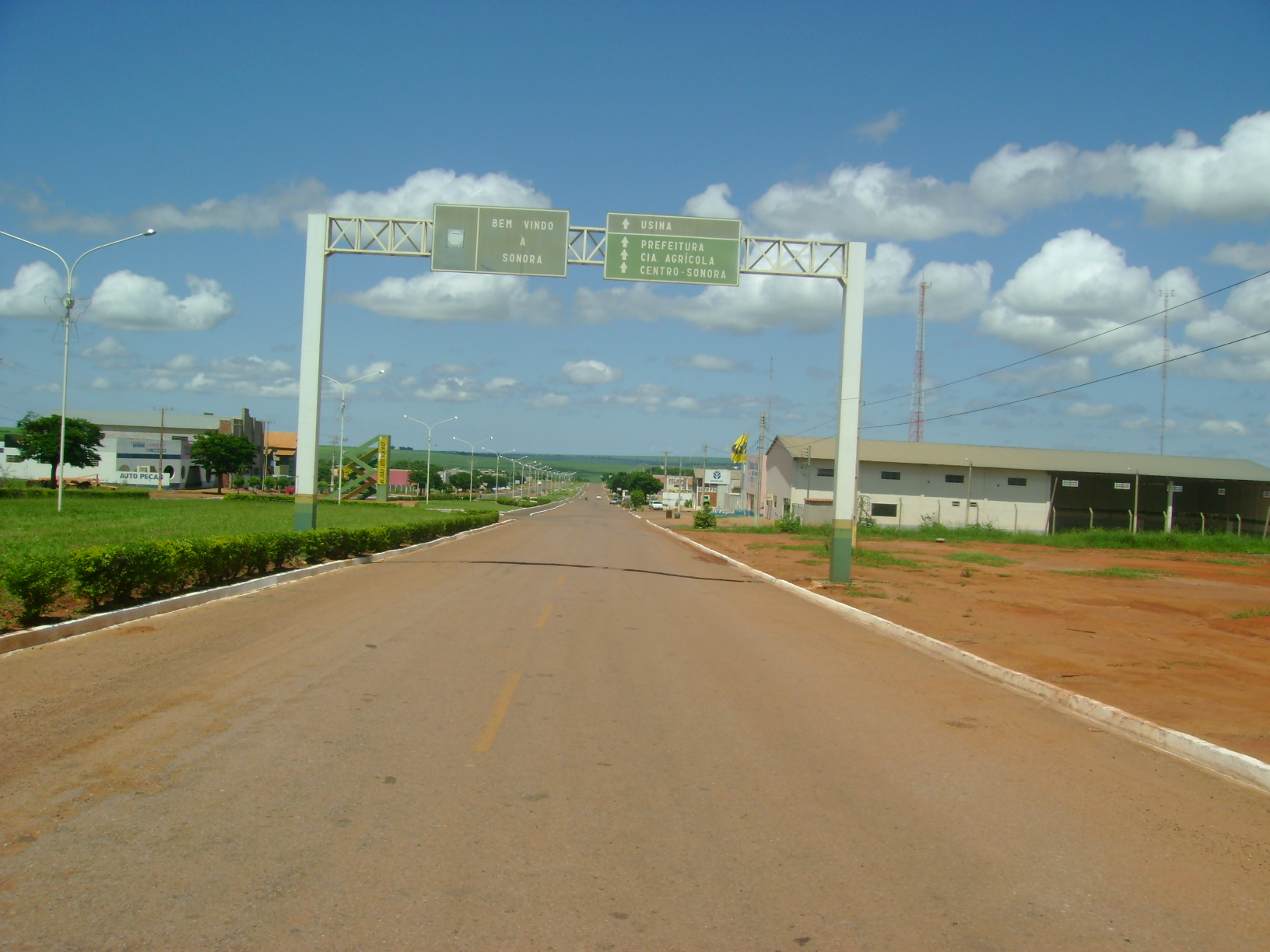
索諾拉

索諾拉（葡萄牙語：Sonora），是巴西的城鎮，位於該國西部，由南馬托格羅索州負責管轄，始建於1988年6月3日，面積4,075平方公里，海拔高度442米，2011年人口15,239，人口密度每平方公里3.74人。